# Bruntáli járás

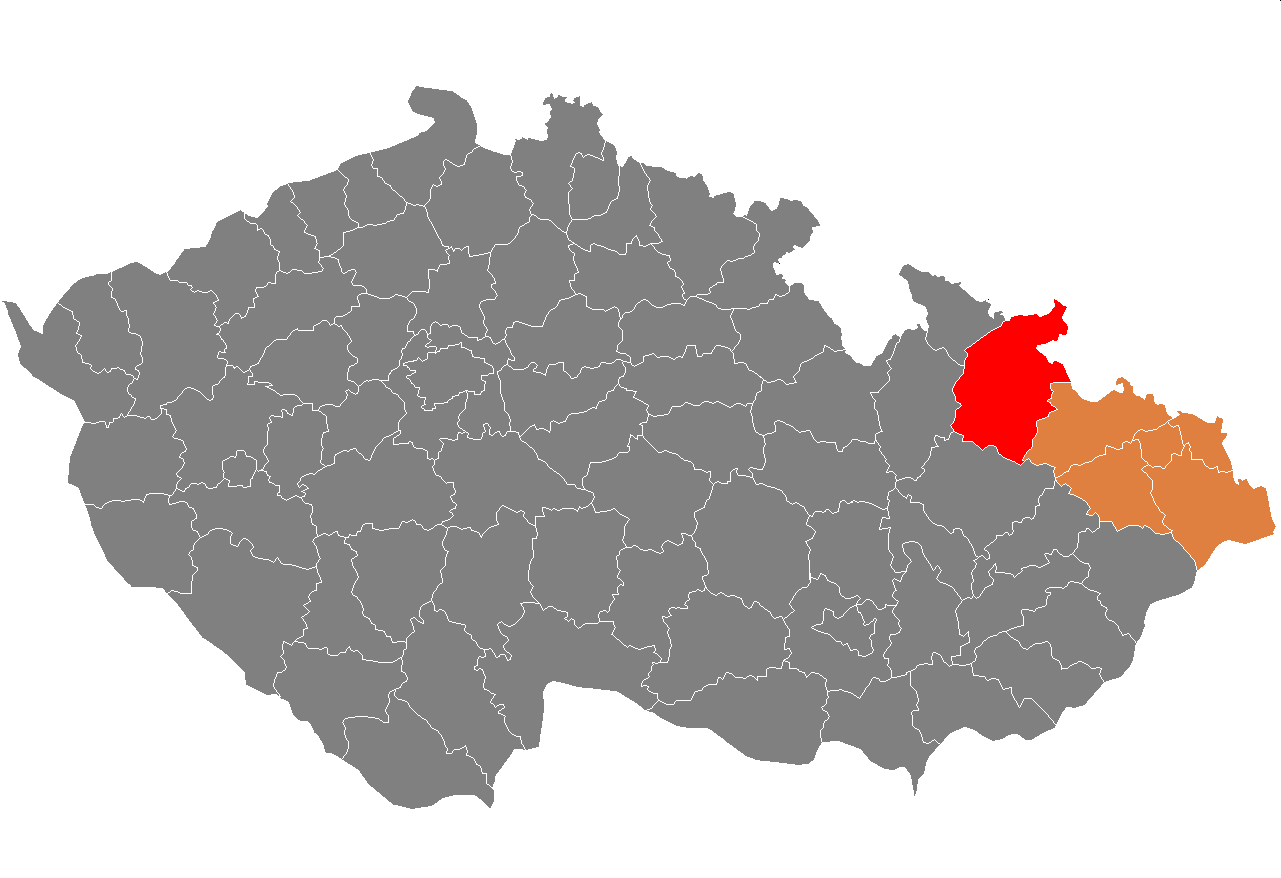
A Bruntáli járás

A Bruntáli járás (csehül: Okres Bruntál) közigazgatási egység Csehország Morva-sziléziai kerületében. Székhelye Bruntál. Lakosainak száma 98 858 fő (2009). Területe 1536,06 km².

## Városai és községei
A városok félkövér, a községek álló betűkkel szerepelnek a felsorolásban.
Andělská Hora •
Bílčice •
Bohušov •
Brantice •
Břidličná •
Bruntál •
Býkov-Láryšov •
Čaková •
Dětřichov nad Bystřicí •
Dívčí Hrad •
Dlouhá Stráň •
Dolní Moravice •
Dvorce •
Heřmanovice •
Hlinka •
Holčovice •
Horní Benešov •
Horní Město •
Horní Životice •
Hošťálkovy •
Janov •
Jindřichov •
Jiříkov •
Karlova Studánka •
Karlovice •
Krasov •
Křišťanovice •
Krnov •
Leskovec nad Moravicí •
Lichnov •
Liptaň •
Lomnice •
Ludvíkov •
Malá Morávka •
Malá Štáhle •
Město Albrechtice •
Mezina •
Milotice nad Opavou •
Moravskoslezský Kočov •
Nová Pláň •
Nové Heřminovy •
Oborná •
Osoblaha •
Petrovice •
Razová •
Roudno •
Rudná pod Pradědem •
Rusín •
Rýmařov •
Ryžoviště •
Široká Niva •
Slezské Pavlovice •
Slezské Rudoltice •
Stará Ves •
Staré Heřminovy •
Staré Město •
Světlá Hora •
Svobodné Heřmanice •
Třemešná •
Tvrdkov •
Úvalno •
Václavov u Bruntálu •
Valšov •
Velká Štáhle •
Vrbno pod Pradědem •
Vysoká •
Zátor

## Fordítás
- Ez a szócikk részben vagy egészben  a   Bruntál District című angol Wikipédia-szócikk ezen változatának fordításán alapul.  Az eredeti cikk szerkesztőit annak laptörténete sorolja fel. Ez a jelzés csupán a megfogalmazás eredetét és a szerzői jogokat jelzi, nem szolgál a cikkben szereplő információk forrásmegjelöléseként.
- Ez a szócikk részben vagy egészben  az   Okres Bruntál című cseh Wikipédia-szócikk ezen változatának fordításán alapul.  Az eredeti cikk szerkesztőit annak laptörténete sorolja fel. Ez a jelzés csupán a megfogalmazás eredetét és a szerzői jogokat jelzi, nem szolgál a cikkben szereplő információk forrásmegjelöléseként.